# Samcil
O Serviço de Assistência Médica ao Comércio e Indústria, também conhecido como Samcil, foi uma operadora de plano de saúde no Brasil.

## Origem
A Samcil foi o primeiro convênio médico a funcionar no país. Foi idealizada, criada e administrada por Luiz Roberto Silveira Pinto que a criou no início de 1961 quando ainda era estudante de medicina pela Escola Paulista de Medicina. Nos primeiros anos de funcionamento, firmou convênio com as Emissoras Unidas, passando a ser responsável pela saúde dos funcionários da TV e Rádio Record, Rádio São Paulo e Rádio Panamericana. Apenas dez anos depois de fechar esse primeiro contrato de peso, o plano de saúde chegou a ter 700 mil associados e nove centros médicos, o que fez dela uma operadora de grande porte, segundo os parâmetros da Agência Nacional de Saúde Suplementar (ANS).
O nome da empresa foi sugerido pela esposa de Silveira Pinto, uma alemã naturalizada brasileira apelidada carinhosamente de Lolly. "Espalhei sobre a mesa uma série de siglas que pudessem ser associados com medicina, indústria e comércio e, ao ver o nome Samcil, Lolly disse: "é essa".
A empresa tinha como foco atingir os públicos menos favorecidos que recebiam atendimento pelo sistema público, já na época defasado. A ideia deu tão certo que Silveira Pinto começou a formar rede própria de hospitais, todos instalados em regiões com atendimento de saúde precário, locais que atendiam diretamente seu público-alvo. Segundo o próprio fundador "Eu tinha então 24 anos e dava plantões no Hospital Modelo, no bairro da Liberdade. Meu senso de observação levou-me a perceber uma efetiva oportunidade de se criar um sistema alternativo de saúde no Brasil".
Só em meados de 1964, com o trabalho da empresa mais conhecida, foi fechado o primeiro grande contrato: a fábrica de automóveis Wyllis Over Land, que funcionava em São Bernardo do Campo e empregava 10 mil pessoas. Dali para frente a carteira de grandes clientes só fez crescer, logo incluindo empresas como Philips, Rhodia e Volkswagen.
Em 1966, a empresa inicia a expansão de sua rede de atendimento e se torna uma das sócias-fundadoras da Abramge (Associação Brasileira de Medicina de Grupo).
Na década de 70, a expansão acelerou. Até 1974, foram adquiridos o Hospital Santo André, o Hospital Maternidade Pereira Barreto, em São Bernardo do Campo, o Pró-Saúde, a Policlínica Central e o Hospital Panamericano, todos em São Paulo. Já nos anos 90, mais precisamente em 1996, a Samcil adquire o Hospital e Maternidade Mauá.
Dois anos depois, realiza fusões estratégicas com a carteira de associados da Samp São Paulo.
Após a virada do milênio, a Samcil passa a gerir as carteiras de clientes de diversos planos, como Unicor, Vasco da Gama Assistência Médica, Oswaldo Cruz SL Saúde, Pronto Saúde SIS e Assistência Médica Jardins, bem como a administração do Hospital Vasco da Gama e do Hospital e Maternidade São Leopoldo.
Em 2007, iniciou-se uma nova fase de expansão com a abertura de mais unidades e a aquisição dos planos Lumina, SIM e AMA, elevando o número de associados para mais de 500 mil.
Em 2009, o médico lançou ações da Samcil na bolsa, numa tentativa de capitaliza-la. Recomprou as ações pouco tempo depois. A gestão da companhia vinha se mostrando problemática. A última tentativa de profissionalização, em 2010, não deu certo e Silveira Pinto voltou ao comando da empresa.

## Decadência e morte do fundador
Em janeiro de 2011, a Samcil ficou em regime especial de Direção Fiscal, sendo acompanhada por um profissional nomeado pela ANS em razão de ter apresentado graves problemas econômico-financeiros nos balancetes enviados à Agência. A saída encontrada por Silveira Pinto para tentar resolver o endividamento foi se desfazer de parte do patrimônio. Em março de 2011, Silveira Pinto colocou três hospitais à venda, o Santa Marta, localizado na zona sul de São Paulo, o Santo André e o Jardim, ambos na região do ABC paulista. Sua expectativa era levantar cerca de R$ 130 milhões. Não era só o endividamento que preocupava o empresário. O faturamento do grupo teria caído pela metade nos últimos anos. Em consequência, a prestação de serviços aos associados também começou a se deteriorar.
Com uma dívida de aproximadamente R$330 milhões (incluindo débitos com bancos, fornecedores e passivos trabalhistas), além da ausência de compradores para os hospitais que estavam ofertados para a venda (alguns deles tinham sido colocados como garantia de empréstimos bancários, o que dificultava a venda), mais a intervenção da ANS, o presidente e fundador do grupo, Luiz Roberto Silveira Pinto, aos 75 anos, no dia 4 de abril de 2011 comete suicídio no seu seu escritório que funcionava dentro do Hospital Panamericano, no Alto de Pinheiros. O empresário foi encontrado por volta das 16h30 pelo seu filho. Silveira Pinto estava sentado em uma poltrona e tinha um ferimento à bala no peito. A arma do crime, um revólver calibre 38, estava próximo ao cadáver. O empresário deixou duas filhas e um filho, Luiz Roberto Horst Silveira Pinto, um bem-sucedido empresário do ramo imobiliário.

## Venda para a GreenLine
No final de abril de 2011, a GreenLine comunicou a compra da carteira de clientes da operadora que contava com 280 mil beneficiários. Desse total, 193 mil beneficiários eram da Samcil e 87 mil pertenciam à Serma, plano de saúde adquirido pela Samcil em 2008. O valor da negociação ficou entre R$ 35 milhões e R$ 40 milhões. Em maio de 2011, a Samcil fechou todos os seus hospitais próprios.
Em junho de 2011, a Samcil entrou em regime de liquidação extrajudicial.

## Governo estadual e municipal assumem hospitais desativados
Desde 2013, o governo de São Paulo vem desapropriando imóveis de hospitais particulares desativados. Pelo menos quatro prédios já foram considerados de utilidade pública e transformados em hospitais públicos. Os projetos já demandaram cerca de R$ 135 milhões em desapropriações, reforma predial e compra de equipamentos. Dentre esses quatro antigos hospitais, um pertencia a Samcil. Trata-se do Hospital Panamericano que funcionou durante 40 anos. O imóvel será transformado em uma unidade especializada em ortopedia e traumatologia e funcionaria como um braço do Hospital das Clínicas (HC).
Em 2013, o governo paulista chegou a anunciar a desapropriação do hospital Santa Marta, que estava inativo no bairro de Santo Amaro e pertencia à Samcil. O projeto não avançou porque, segundo a secretaria, o gasto de R$ 72 milhões é alto para por o hospital em funcionamento.
Outra desapropriação realizada pela prefeitura de São Paulo foi o imóvel do Hospital Vasco da Gama, que também pertenceu à Samcil. O prédio, que foi avaliado em R$ 17,5 milhões e pertence atualmente a um banco, era a garantia de um financiamento tomado pela Samcil, que não conseguiu pagar o empréstimo. A municipalização do hospital ainda não foi concluída e, segundo a prefeitura, o valor será depositado em juízo.